# Helvetia Timur
Helvetia Timur is een bestuurslaag in het regentschap Medan van de provincie Noord-Sumatra, Indonesië. Helvetia Timur telt 23.874 inwoners (volkstelling 2010).